# Втрати 44-ї окремої механізованої бригади
У статті описано обставини загибелі бійців 44-ї окремої механізованої бригади.

## Обставини втрат

### 2023
- 25 липня 2023 — Коваль Михайло Петрович. Загинув під час мінометного обстрілу біля села Білогорівка Лисичанської територіальної громади Сєвєродонецького району.[1]
- 30 листопада 2023 — Федоренко Віктор Григорович, сержант, командир відділення. Загинув в районі села Джерельне Сватівського району Луганської області внаслідок отруєння невідомою речовиною після вибуху боєприпасу, скинутого з ворожого безпілотника.[2]

### 2024
- 3 квітня 2024 — Зуєв Дмитро Валерійович, розвідник-навідник 2 розвідувального відділення розвідувального взводу 1 механізованого батальйону. Загинув під час ворожого обстрілу поблизу населеного пункту Джерельне Луганської області[3].
- 5 квітня 2024 — Кравченко Артем Анатолійович, головний сержант. Загинув в районі села М'ясожарівка Сватівського району Луганської області внаслідок мінометного обстрілу.[4]
- 18 серпня 2024 — Грушко Ігор Анатолійович, молодший сержант, командир розвідувального відділення — командир машини розвідувального взводу розвідувальної роти. Загинув в н.п. Андріївка Сватівського району Луганської області[5]. Малинська міська рада: https://malyn-rada.gov.ua/content/grushko-igor-anatoliyovych

### 2025
- 22 лютого 2025 — Галенко Ігор Олександрович. 6 серпня 1983. Загинув в районі Новоолександрівки на Дніпропетровщині.[6]
- 24 лютого 2025 — Гавер Ждан («Француз»/«Вампір»). 1 червня 2001, м. Київ. Загинув поблизу с. Дніпроенергія Донецької області.[7]
- 29 травня 2025 — Ганжа Олександр Васильович. 29 червня 2025. Загинув внаслідок удару FPV дроном поблизу Краматорського району